# 山野哲也
山野 哲也（やまの てつや、TETSUYA YAMANO、1965年10月2日 - ）は、日本のレーシングドライバー。東京都出身。帰国子女。上智大学経済学部経営学科卒業。茨城県守谷市在住。弟の山野直也もプロドライバー。

## 来歴

### 概要
東京都武蔵野市に生まれ、主に東京都府中市で育つ。15歳だった1981年、父親の仕事の都合で家族でロサンゼルスに移住。国立市の桐朋高等学校からカリフォルニア州トーランス市のサウス・ハイスクールに転校した。16歳で運転免許を取得し、自動車の運転を始めた。南カリフォルニア大学に入学後、両親と弟はドイツ・フランクフルトへ移住。山野は単身で1年間アメリカに残った後、日本に帰国し上智大学へ編入。同大学卒業後本田技研工業に入社。従業員として勤務しながら週末にモータースポーツに参戦した。
1998年、チーム国光代表の高橋国光の誘いを受けたことから本田技研工業を退社。2000年にレーシングドライバーとして独立し、有限会社コムドライブを設立した。

### ジムカーナの経歴：デビューから現代まで
上智大学3年生のとき、安全運転技術コンテストに優勝したことがきっかけとなり、バレーボール部から自動車部に移籍。大学4年生だった1988年、AE86を駆り学生自動車連盟主催全関東学生ジムカーナ選手権と全日本学生ジムカーナ選手権の双方で個人タイトルを獲得。上智大学から最優秀選手賞を受賞。
1989年にAS型CR-Xに乗り換え、JAF関東ミドル戦全戦全勝の成績を残す。EF8型CR-Xに乗り換えた1990年-1991年、JAF近畿ジムカーナ選手権およびJMRC全国フェスティバルシリーズで2年連続ダブルチャンピオンタイトルを獲得。1992年、この年よりシリーズ化されたJAF全日本ジムカーナ選手権で、初の全日本チャンピオンを獲得。その後シビック、インテグラ、S2000、NSXと常に新しいホンダ車を投入し、数々の優勝やチャンピオン獲得を果たした。
2007年は、ロータス・エキシージで参戦。外国車による初の全日本チャンピオンをもたらした。2012年にはSUPER GTと同じスバル・BRZでの参戦を表明し、デビューとなった第2戦の広島TS-タカタサーキット戦でBRZ世界初優勝を飾った。2017年にはアバルト・124スパイダーを投入し、イタリアブランド初のチャンピオンを獲得。翌年の2018年、第3戦エビス戦で逆転優勝を飾り、この日の優勝が全日本ジムカーナ選手権100回目の優勝となった。シーズン終了後には日本自動車連盟から「JAFモータースポーツ特別賞」を受賞した。2019年度はシリーズ10戦中9戦で優勝を果たし、年間最多優勝記録を更新した。2020年度は新型コロナウイルスの影響で全8戦から全4戦へ縮小されたがこの年3勝を記録。全日本ジムカーナ選手権における単戦の優勝回数を117と伸ばし、大台となる20回目の全日本ジムカーナ選手権チャンピオン獲得となった。2021年、5年連続124スパイダーよるシリーズタイトルを完結。2022年にはフランス国籍の車両での参戦を発表。AT限定免許比率の増加、2ペダル車の増加、EPB(エレクトリックパーキングブレーキ)車の増加に伴い、3つの条件を満たしているアルピーヌA110Sを選択。ジムカーナ界の未来を作り上げる決意を表明し、第1戦つくばラウンドでデビューウィンを飾った。2024年は同カテゴリー通算143勝目を挙げ、24回目のシリーズタイトルを決定した。

### レースの経歴：デビューからSUPER GT3年連続チャンピオンまで
ジムカーナと並行して、1992年にホンダ・シティにてN1耐久にデビュー。その年には東日本ツーリングカー選手権P1600クラスでシリーズチャンピオン獲得。筑波サーキットでのシビックレースデビュー戦では雨中の予選でポール・ポジション獲得、決勝レースも後続を引き離し優勝した。1994年にはシビック東日本シリーズにおいて出場全戦ポールtoフィニッシュを達成。1995年に十勝24時間レースでクラス優勝。1996年にはEK4型シビックをデビューウィンさせ、F1日本グランプリのサポートレース「シビックF1チャレンジカップ」でポールtoフィニッシュを果たす。
1999年、雨宮勇美が主宰するRE雨宮レーシングのオーディションに合格し、全日本GT選手権に参戦開始。参戦初年度よりチャンピオン争いの上位に加わる活躍を見せる。2002年には長谷見昌弘率いるハセミモータースポーツからシルビアで参戦したが、最終戦鈴鹿でエンジンブローしチャンピオンを逃した。2004年にはM-TECからホンダ・NSXで参戦。開幕戦の岡山ラウンドで初となるGT300コースレコードを樹立。この年はARTA・ガライヤと最終戦までチャンピオンを争ったが、最終戦でシーズン初優勝を決め、僅か1ポイント差でガライヤを逆転し、GTマシンによる自身初のシリーズチャンピオンを獲得した。全日本GT選手権からSUPER GTと改称された2005年にはチームレクリスから参戦、トヨタ・MR-Sで優勝1回を含む6戦で表彰台に登壇。2年連続チャンピオンを獲得した。2006年のSUPER GTには古巣RE雨宮からマツダ・RX-7で参戦。首位のプリヴェチューリッヒ・紫電と5P差で最終戦富士を迎え、レースでは序盤に単独スピンを喫するが、ピットワークとパートナー井入宏之の踏ん張りで決勝を6位でフィニッシュ。タイトル争いをしていた紫電がポイント圏外でレースを終えたため、同ポイントで優勝回数も同じながら2位の入賞回数が紫電よりも多かったことから、3年連続チャンピオンを獲得した。SUPER GTの歴史において、3年連続チャンピオンという実績は山野哲也のみ。付け加えるとこの3年連続チャンピオンは異チーム（M-TEC、TEAM RECKLESS、RE雨宮レーシング）、異メーカー（ホンダ、トヨタ、マツダ）、異タイヤメーカー（ダンロップ、ミシュラン、ヨコハマ）、異ペアドライバー（八木宏之、佐々木孝太、井入宏之）の構成によるもので、同条件での再現はできないと言われている。

### レースの経歴：スバルへの移籍からスーパーGT勇退、その後スプリントレース、スーパー耐久へ復帰
2007年、クスコレーシングに移籍。4WD仕様のスバル・インプレッサで参戦したが、シリーズランキングは22位と振るわなかった。しかしシーズンオフにマシンの大改造を行ったことが功を奏し、2008年は第4戦セパンで佐々木孝太とともに優勝を飾った（チームとしては1998年第5戦以来、4WD及び4ドア車としても初）他、第2戦岡山、最終戦富士でも3位表彰台に上がるなど速さを見せ戦闘力の高さを示した。なお第8戦から佐々木に代わりカルロ・ヴァン・ダムが参戦した。2009年はクスコレーシングの休止により序盤は参戦しなかったが、第6戦よりR&D SPORTよりスバル・レガシィB4にて密山祥吾とともに参戦。トラブルが多かったが、2010年には駆動方式を4WDからFRに変更、さらに第5戦よりトランスアクスル化されエンジンもWRC用ベースとなった。第6戦鈴鹿1000kmでは予選11位からポジションアップし、レガシィ初優勝を飾る。2011年も同様の体制で参戦。レガシィのメインフレームの大改造を行ったのが功を奏し戦闘力がアップされたマシンで第5戦鈴鹿（夏の鈴鹿2連勝）と第7戦オートポリスで2勝を上げランキング4位につけた。2012年もR&D SPORTにて佐々木とともに参戦し、マシンは注目のスバル・BRZに変更。ニューマシンということで苦悩の年となったが、翌2013年には戦闘力を上げ、得意とする鈴鹿1000kmレースの予選でGT300コースレコードを樹立。決勝も優勝した。2013年の最終戦もてぎでは辰己英治総監督とともに記者会見に出席。TEAM SUBARUを勇退すると報じられる。その直後のフリー走行ではベストラップを記録し、決勝も3位表彰台登壇。7年間のTEAM SUBARUでの活動の終止符に相応しいレースとなった。
2017年、CABANA Racing Teamから日本初開催となったGLOBAL MX-5 CUP JAPANに出場した。開幕戦から優勝し、シリーズチャンピオンを獲得。ラグナセカでのインターナショナルカップに出場した。翌年は同レースのアンパサダーに就任した。2022年、スーパー耐久シリーズにおいてOHLINS ROADSTER NATSのAドライバ―として登録されたことが発表された。スーパー耐久シリーズにはスポット参戦することはあったが、レギュラー参戦は1998年TK インテグラタイプR以来24年ぶりとなった。開幕戦鈴鹿5時間耐久ではポールポジションを獲得し、決勝も燃費走行からラスト9分で逆転し、チームに初優勝をもたらした。2023年スーパー耐久シリーズ開幕戦鈴鹿で他車との接触から大クラッシュに遭い救急搬送されたが翌富士24時間レースで復帰。その後3勝を挙げシリーズチャンピオンを獲得した。

### パイクスピークインターナショナルヒルクライムなどの経歴
レースやジムカーナの活動だけでなく、スポット参戦した他のカテゴリーでも実績を残している。全日本ダートトライアル選手権丸和ラウンドでは三菱・ランサーで5位に入賞。全日本ラリー選手権新城ラウンドではトヨタ・86で2年連続で入賞。特にハイスピードSSではクラストップを連続して記録するなど、高い順応性を示した。2015年には本田技術研究所の開発車両でアメリカコロラド州で行われるパイクスピーク・インターナショナル・ヒルクライムに参戦。「Honda Electric SH-AWD with Precision All-Wheel Steer」で総合11位、エキシビションクラス優勝を果たした。2016年は発売前のNSXを模した「4-Motor EV Concept」で総合3位、エレクトリックモディファイドクラス2位、それまで田嶋伸博が持っていた日本人最速記録を自らが出した9分06秒015というタイムで塗り替えた。

### マルチタレントとしての活動
レース活動の一方で、ドライビングスクールや安全運転のアドバイザー、ジャーナリスト、コースデザイナーをはじめ、自動車メーカー、タイヤメーカー、パーツメーカーの開発テストドライバーとしても活動している。オンボードレッスンやイベント企画、人材派遣、デザイン業務などもこなす。茨城県守谷市にある「オフィス コムドライブ」の会長。
普段の愛車遍歴はホンダ・ラグレイト、スバル・レガシィ、BMW・M5、メルセデスAMG・C63S、アウディ・RS5、スマート・ブラバス、メルセデスAMG E63S、BMW・M3、アウディe-tron 55 quattro、メルセデスAMG CLA45S、メルセデスAMG CLS53 4MATICなど。

## 戦歴

### 全日本ジムカーナ選手権
- 1992年 - EF8型CR-XでAIIクラスチャンピオン　第1回目　シリーズ化した選手権での最速初代チャンピオン
- 1993年 - EF8型CR-X及びEG6型シビックでAIIクラスシリーズ2位
- 1994年 - EG6型シビックでAIIクラスチャンピオン　第2回目
- 1995年 - EG6型シビックでAIIクラスチャンピオン　第3回目　JAFカップのみDC2型インテグラで参戦し優勝
- 1996年 - EK4型シビックでAIIクラスチャンピオン　第4回目　1戦のみDC2型インテグラで参戦しAIIIクラス優勝
- 1997年 - EK4型シビックでAIIクラスチャンピオン　第5回目
- 1998年 - EK9型シビックでAIIクラスチャンピオン　第6回目
- 1999年 - NA1型NSXでAIIIクラスチャンピオン　第7回目
- 2000年 - AP1型S2000でAIIIクラスチャンピオン　第8回目
- 2001年 - AP1型S2000でAIIIクラスチャンピオン　第9回目　最終戦をDC5型インテグラで参戦
- 2002年 - DC5型インテグラでAIIIクラスシリーズ6位
- 2003年 - AP1型S2000でN3クラスチャンピオン　第10回目
- 2004年 - NA2型NSXでN3クラスチャンピオン　第11回目
- 2005年 - NA2型NSXでN3クラスチャンピオン　第12回目
- 2006年 - AP2型S2000でN3クラスシリーズ2位
- 2007年 - ロータス・エキシージでN3クラスシリーズチャンピオン　第13回目　日本選手権初の外国車（イギリス車）でのタイトル
- 2008年 - エキシージでN3クラスシリーズチャンピオン　第14回目
- 2009年 - エキシージでN3クラスシリーズ2位
- 2010年 - エキシージでN3クラスシリーズ4位
- 2011年 - エキシージでN3クラスシリーズ2位
- 2012年 - ZC6型BRZでPN2クラスシリーズ2位　BRZのモータースポーツにおける世界初優勝
- 2013年 - ZC6型BRZでPN3クラスシリーズチャンピオン　第15回目
- 2014年 - ZC6型BRZでPN3クラスシリーズ2位
- 2015年 - ZC6型BRZでPN3クラスシリーズチャンピオン　第16回目
- 2016年 - エキシージでPN4クラスシリーズ5位
- 2017年 - アバルト・124スパイダーでPN2クラスシリーズチャンピオン　第17回目　日本選手権2車種目の外国車（イタリア車）でのタイトル
- 2018年 - 124スパイダーでPN2クラスシリーズチャンピオン　第18回目　第3戦で全日本ジムカーナ選手権「100戦目の優勝」
- 2019年 - 124スパイダーでPN2クラスシリーズチャンピオン　第19回目　全10戦中9戦で優勝　年間最多優勝記録を更新
- 2020年 - 124スパイダーでPN2クラスシリーズチャンピオン　第20回目　全4戦中3戦で優勝
- 2021年 - 124スパイダーでJG7クラスシリーズチャンピオン　第21回目　全7戦中5戦で優勝
- 2022年 - アルピーヌA110SでJG10クラスシリーズチャンピオン　第22回目　全8戦中7戦で優勝
- 2023年 - アルピーヌA110SでPE1クラスシリーズチャンピオン　第23回目　全8戦中6戦で優勝
- 2024年 - アルピーヌA110RでPE1クラスシリーズチャンピオン　第24回目　全10戦中8戦で優勝　単戦優勝回数合計143勝

### 全日本GT選手権／SUPER GT
- 1999年 - RE雨宮マツモトキヨシRX-7で参戦   ドライバーズランキング5位
- 2000年 - RE雨宮マツモトキヨシRX-7で参戦   ドライバーズランキング5位
- 2001年 - RE雨宮マツモトキヨシRX-7で参戦   ドライバーズランキング2位
- 2002年 - ユニシアジェクスシルビアで参戦  ドライバーズランキング3位
- 2003年 - AMPREX BMW M3GT, CASTLEIDEAL RX-7参戦
- 2004年 - M-TEC NSXで参戦  GT300クラスチャンピオン
- 2005年 - TEAM RECKLESS MR-Sで参戦　2年連続GT300クラスチャンピオン
- 2006年 - 雨宮アスパラドリンク RX-7で参戦　3年連続GT300クラスチャンピオン
- 2007年 - クスコDUNLOP インプレッサで参戦　ドライバーズランキング22位
- 2008年 - クスコDUNLOP スバル・インプレッサで参戦　ドライバーズランキング6位　（この年の第4戦マレーシアセパンサーキットでAWD車初優勝（GT300としてはAWD車初優勝）に導いた）
- 2009年 - R&D SPORT レガシィB4で第6戦から参戦
- 2010年 - R&D SPORT レガシィB4で参戦　ドライバーズランキング11位
- 2011年 - R&D SPORT レガシィB4で参戦　ドライバーズランキング4位
- 2012年 - R&D SPORT BRZ GT300で参戦　ドライバーズランキング14位
- 2013年 - R&D SPORT BRZ GT300で参戦　ドライバーズランキング4位

| 年   | 所属チーム             | 使用車両             | クラス | 1       | 2       | 3       | 4       | 5       | 6       | 7       | 8       | 9       | 順位 | ポイント |
| ---- | ---------------------- | -------------------- | ------ | ------- | ------- | ------- | ------- | ------- | ------- | ------- | ------- | ------- | ---- | -------- |
| 1999 | RE 雨宮レーシング      | マツダ・RX-7         | GT300  | SUZ 4   | FSW 4   | SUG Ret | MIN 12  | FSW 2   | TAI 2   | TRM 5   |         |         | 5位  | 58       |
| 2000 | RE 雨宮レーシング      | マツダ・RX-7         | GT300  | TRM 2   | FSW 5   | SUG Ret | FSW 3   | TAI Ret | MIN 4   | SUZ 3   |         |         | 5位  | 57       |
| 2001 | RE 雨宮レーシング      | マツダ・RX-7         | GT300  | TAI 3   | FSW 5   | SUG 1   | FSW 4   | TRM 7   | SUZ 15  | MIN 11  |         |         | 2位  | 54       |
| 2002 | ハセミモータースポーツ | 日産・シルビア       | GT300  | TAI 4   | FSW Ret | SUG 1   | SEP 3   | FSW 3   | TRM 4   | MIN Ret | SUZ Ret |         | 3位  | 70       |
| 2003 | AMPREX MOTORSPORTS     | マツダ・RX-7         | GT300  | TAI     | FSW     | SUG     | FSW     | FSW NC  | TRM     |         |         |         | NC   | 0        |
| 2003 | AMPREX MOTORSPORTS     | BMW・M3              | GT300  |         |         |         |         |         |         | AUT 14  | SUZ Ret |         | NC   | 0        |
| 2004 | M-TEC CO., LTD.        | ホンダ・NSX          | GT300  | TAI 3   | SUG 7   | SEP 2   | TOK 2   | TRM 2   | AUT 6   | SUZ 1   |         |         | 1位  | 93       |
| 2005 | TEAM RECKLESS          | トヨタ・MR-S         | GT300  | OKA 5   | FSW 3   | SEP 2   | SUG 3   | TRM 8   | FSW 3   | AUT 1   | SUZ 3   |         | 1位  | 93       |
| 2006 | RE 雨宮レーシング      | マツダ・RX-7         | GT300  | SUZ 2   | OKA     | FSW 11  | SEP 1   | SUG 9   | SUZ 4   | TRM 4   | AUT 2   | FSW 6   | 1位  | 86       |
| 2007 | CUSCO RACING           | スバル・インプレッサ | GT300  | SUZ 21  | OKA 13  | FSW Ret | SEP 5   | SUG Ret | SUZ Ret | TRM 11  | AUT 14  | FSW 11  | 22位 | 7        |
| 2008 | CUSCO RACING           | スバル・インプレッサ | GT300  | SUZ 6   | OKA 3   | FSW 18  | SEP 1   | SUG 14  | SUZ 17  | TRM 14  | AUT 6   | FSW 3   | 6位  | 59       |
| 2009 | R&D SPORT              | スバル・レガシィ B4  | GT300  | OKA     | SUZ     | FSW     | SEP     | SUG     | SUZ DNQ | FSW 18  | AUT     | TRM Ret | NC   | 0        |
| 2010 | R&D SPORT              | スバル・レガシィ B4  | GT300  | SUZ 13  | OKA 12  | FSW Ret | SEP     | SUG 13  | SUZ 1   | FSW C   | TRM 10  |         | 11位 | 21       |
| 2011 | R&D SPORT              | スバル・レガシィ B4  | GT300  | OKA 8   | FSW 18  | SEP 8   | SUG Ret | SUZ 1   | FSW 6   | AUT 1   | TRM 6   |         | 4位  | 56       |
| 2012 | R&D SPORT              | スバル・BRZ          | GT300  | OKA Ret | FSW 9   | SEP 8   | SUG 10  | SUZ Ret | FSW 6   | AUT 4   | TRM 15  |         | 14位 | 19       |
| 2013 | R&D SPORT              | スバル・BRZ          | GT300  | OKA 5   | FSW Ret | SEP 4   | SUG 6   | SUZ 1   | FSW 9   | AUT 7   | TRM 3   |         | 4位  | 66       |

## エピソード

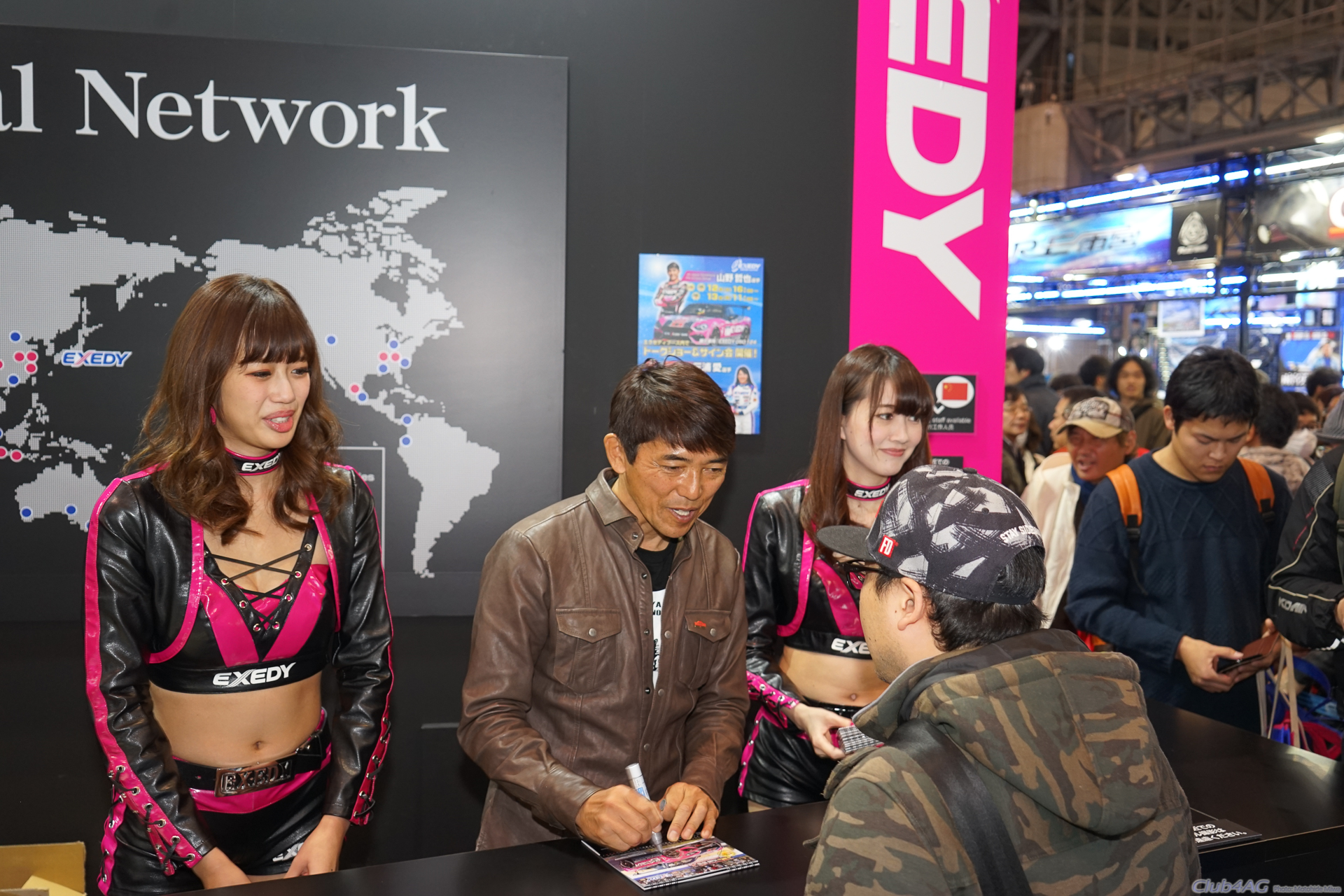
東京オートサロン2019のEXEDYブースにて。写真左から央川かこ、山野、瀬谷ひかる。

- カリフォルニア州トーランス市サウス・ハイスクール 11年生のとき、オールAの成績を取り、クルマを購入するための父親からの条件をクリア。初めてのクルマ”トヨタ・カローラSR5”を中古で購入。
- 16歳で免許を取得したころ、毎日家のガレージで3時間車庫入れをしていたが「車庫入れが運転がうまくなる第一歩」と言っている。
- 帰国後上智大学に編入したが、当時日本国内の企業に就職するには日本の大学を卒業していないといけない風潮であった為、帰国子女を編入で受け入れる大学が上智大学しかなかった為である。
- ジムカーナ会場ではEF8型CR-Xで参戦していた当時、その車のカラーリングがリゲインに似ていた（車のカラーリングは黒地に黄色のロゴであったが）ことから、出走時に「勇気のしるし」が流れる。ジムカーナの実況アナウンサーからは「24時間戦えるドライバー」と称されていた。
- スタート位置が変更された鈴鹿サーキットでの初レースでのポールポジション獲得者。1996年CIVIC F1 CHALLENGE CUPで雨の予選1位から晴れた決勝も逃げ切り優勝を遂げた。その嬉しさからメインストレートで箱乗りを披露したが、競技団から「F1のタイムスケジュールが遅れる」と厳重注意を受けた。
- ジムカーナキングの異名を持ち、GTでも前人未到の3連覇を達成しているが、自身のジムカーナのデビュー戦はアルトワークスで転倒、レースのデビュー戦はGA2型シティで予選落ちであった。
- SUPER GTに参戦してもジムカーナを辞めない理由として「ジムカーナが最も運転がうまくなるカテゴリー」と断言している。
- ツインリンクもてぎ開催のミジェットレーシング選手権の初代チャンピオン。
- 漫画「頭文字D」に登場するプロレーシングドライバー舘智幸は、チーム国光よりスーパー耐久に参戦していた頃の山野がモデルとなっている[4]。
- 上智大学自動車部OB会長を務めている。また、同部にコムドライブのガレージを提供している[5]。
- 令和元年度茨城県表彰「特別功労賞」受賞。SUPER GT3年連続シリーズチャンピオン、全日本ジムカーナ選手権優勝114回＆シリーズチャンピオン19回が選考理由。
- 2020年茨城県守谷市「もりや広報大使」を委嘱される。
- 2021年、日本自動車ジャーナリスト協会会員となる。
- 茨城県により2020年東京オリンピック聖火ランナーに選出され、2021年7月5日、茨城県常総市にある水海道あすなろの里を走った。
- 2023年11月24日JAFモータースポーツ表彰式において、ファン投票によるJAFドライバー・オブ・ザ・イヤーを受賞した。